# موری تاکاموتو
موری تاکاموتو (به ژاپنی: 毛利 隆元 Mōri Takamoto) (۱۵۲۳ – ۱۸ سپتامبر، ۱۵۶۳) پسر ارشد موری موتوناری و یک
دایمیوی ژاپنی در دوره سنگوکو بود، که بر ولایت آکی حکومت می‌کرد.

## خانواده
- پدربزرگ: موری هیروموتو (مرگ ۱۵۰۶)
- عمو: موری اوکیموتو (۱۴۹۲–۱۵۱۶)
- پدر: موری موتوناری(۱۴۹۷–۱۵۷۱)
- مادر: میوکو (۱۴۹۹–۱۵۴۶)
- خواهر و برادران:
  - گوریو دونو، همسر شیشیدو تاکای (??-۱۵۷۴)
  - کیکاوا موتوهارو (۱۵۳۰–۱۵۸۶)
  - کوبایاکاوا تاکاکاگه (۱۵۳۳–۱۵۹۷)
- نابراداری و ناخواهری:
  - نینومیا ناریتوکی (۱۵۴۶–۱۶۰۷)
  - موری موتوکیو (۱۵۵۱–۱۵۹۷)
  - موری موتوآکی (۱۵۵۲–۱۵۸۵)
  - ایزوها موتوتومو(۱۵۵۵–۱۵۷۱)
  - آمانو موتوماسا (۱۵۵۹–۱۶۰۹)
  - سوئه تسوگو موتویاسو (۱۵۶۰–۱۶۰۱)
  - کوبایاکاوا هیده‌کانه (۱۵۶۷–۱۶۰۱)
- همسر: اوزاکی دونو (۱۵۲۷–۱۵۷۲) دختر نایتو اوکیموری و دخترخوانده اوئوچی یوشیتاکا
- فرزندان:
  - موری تروموتو (۱۵۵۳–۱۶۲۵)
  - تسووانو دونو، نخستین همسر یوشیمی هیرویوری